# Дача И. Т. Дрожжина
Дача И. Т. Дрожжина (П. Г. Дрожжина) — историческое здание в Приморском районе Санкт-Петербурга. Современный адрес дома — Ольгино, Юнтоловская улица, 18 / Лесная улица, 10.
Во внешнем виде здания сочетается финская народная архитектура и модерн. Кровля высокая, со свесами, выпуски брёвен увеличиваются кверху, плоскости стен здания не обшиты.
Предположительно дача построена в конце 1900-начале 1910 годов неизвестным архитектором (в качестве кандидата называется В. М. Орлов, который в то же время строил для П. Г. Дрожжина шестиэтажный каменный доходный дом).
Согласно надписи на табличке у здания, оно было построено в 1906—1912 годах и воссоздано в 1992—1995 годах.
С 1988 года дача имела статус памятника архитектуры местного (регионального) значения, однако в 2000 году была лишена статуса объекта культурного наследия.